# Porta dei Borghi
La Porta dei Borghi è una porta delle antiche mura di Lucca del periodo medioevale.

## Storia e descrizione
Le mura medievali erano alte circa 12 metri con varie torri semicircolari e quadrate e quattro porte monumentali, a loro volta fiancheggiate da torrioni cilindrici, secondo l'uso romano. Porta dei Borghi guarda verso nord ed è stata edificata tra il 1198 e il 1265.
La porta, oggi attestata alla fine di Via Fillungo, si trova all'interno delle più recenti mura cinque-seicentesche, non lontano da Porta Santa Maria che nella seconda metà del XVI secolo assunse il ruolo di nuovo accesso da settentrione.
Presenta un'unica apertura centrale (un tempo erano due, ma una risulta oggi murata) e due torrioni laterali. I due torrioni, in pietra arenaria grigia con decorazioni di calcare bianco, avevano originariamente una merlatura e un originale camminamento che collegava le due sommità. Sia i torrioni che la parte superiore della porta sono attualmente adibiti ad abitazioni private.
La porta presenta un ampio varco alto otto metri e coperto da un arco a tutto sesto. Nel vano sottostante è presente un antico affresco, incorniciato da una lunetta, raffigurante una Madonna con bambino, restaurato nel 2008 dal Comune di Lucca.
Porta dei Borghi è una porta delle vecchie mura di Lucca, quasi completamente demolite con la costruzione delle mura rinascimentali. Delle quattro porte di questa cerchia duecentesca resta solo, oltre alla porta dei Borghi, la porta San Gervasio, posizionata in cima a via Santa Croce.